# Заячківська Анна Володимирівна
Анна Володимирівна Заячківська (нар. 12 грудня 1991, Івано-Франківськ) — українська модель, акторка, виконавиця авторських пісень; за освітою: художник-іконописець. Дівчина представляла Україну на конкурсі краси «Міс Світу 2013», що проходив в Індонезії (о. Балі), з наступними результатами: 3 місце у конкурсі талантів з авторською піснею «Moment of glory», «top-10 beach fashion» та «10 top models of World».

## Життєпис
Народилася в Івано-Франківську. Середню освіту здобула в міській гімназії №2. На момент участі в конкурсі була студенткою четвертого курсу Інституту мистецтв Прикарпатського національного університету імені Василя Стефаника. Стала переможницею конкурсів «Княгиня Прикарпаття 2012», «Княгиня Топ-модель Україна 2013» та «Міс Україна 2013». Авторка поезії та виконавиця власних пісень, актриса, модель, художник-іконописець та громадська діячка.
Під час Революції Гідності була активною учасницею Євромайдану і членом Медичної Сотні.[джерело?]